# Postać kometowa
Postać kometowa – postać przejściowa rozgwiazdy regenerującej się z pojedynczego ramienia. Części zregenerowane są mniejsze niż u w pełni wykształconej rozgwiazdy, przez co ramię macierzyste podobne jest do ogona komety.